# Efterlysning

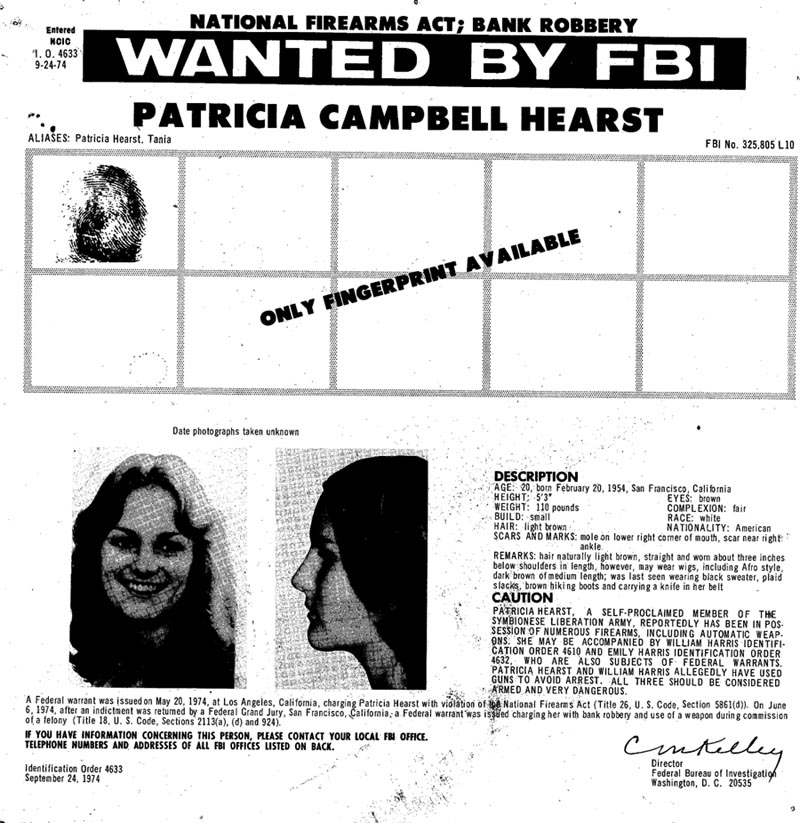
Efterlysning av Patricia Hearst i september 1974.

Efterlysning företas enligt svensk rätt av åklagare mot exempelvis den som är misstänkt för brott, och anses böra anhållas, samt har avvikit. Vem som helst har rätt att gripa en efterlyst person (jfr envarsgripande).
I USA har FBI en lista över efterlysta brottslingar som man kallar för America's Most Wanted. Även den svenska polisen har tagit fram en liknande lista som man med jämna mellanrum lägger ut i media, bland annat i TV-programmet Efterlyst. Det kan tilläggas att Rikskriminalpolisen inte aktivt letar efter dessa, utan enbart när man får in tips som är av sådan karaktär att det kan antas leda till ett snabbt gripande.